# Sven Schipplock
Sven Schipplock (Reutlingen, 8 novembre 1988) è un ex calciatore tedesco, di ruolo attaccante.

## Carriera
Cresciuto calcisticamente nelle giovanili del Reutlingen, nel 2008 passa allo Stoccarda II, la squadra riserve del club tedesco, con cui ottiene 89 presenze e 32 reti, giocando anche 12 partite e segnando 1 gol in campionato con la prima squadra in Bundesliga.
Nel 2011 passa all'Hoffenheim con cui in 4 stagioni fino al 2015 ottiene 86 presenze in campionato segnando 17 gol, di cui 2 presenze e 1 rete riguardano gli spareggi promozione-retrocessione in Bundesliga al termine della stagione 2012-2013.
Nell'estate del 2015 si trasferisce all'Amburgo. La stagione successiva passa in prestito al Darmstadt.

## Palmarès

### Club

#### Competizioni nazionali
- Campionato tedesco di seconda divisione: 1

Arminia Bielefeld: 2019-2020